# Гура-Шушицей
Гура-Шушицей (рум. Gura Șușiței) — село у повіті Горж в Румунії. Входить до складу комуни Іонешть.
Село розташоване на відстані 212 км на захід від Бухареста, 49 км на південь від Тиргу-Жіу, 43 км на північний захід від Крайови.

## Населення
За даними перепису населення 2002 року у селі проживали 322 особи, усі — румуни. Усі жителі села рідною мовою назвали румунську.